# ژان-لوئی کورتی
ژان-لوئی کورتی (به فرانسوی: Louis Laffitte, dit Jean-Louis Curtis) رمان‌نویس قرن بیستم میلادی اهل فرانسه زاده 1917 و درگذشته در 1995 است. او در 1972 موفق به کسب جایزه گنکور شده است.